# Horní Olešnice
Horní Olešnice település Csehországban, Trutnovi járásban. Horní Olešnice Čistá u Horek, Dolní Olešnice, Dolní Kalná, Borovnice, Borovnička és Hostinné településekkel határos. Lakosainak száma 314 fő (2024. január 1.).

## Népesség
A település lakosságának változását az alábbi diagram mutatja:
| Lakosok száma | 1269 | 1301 | 982  | 617  | 390  | 288  | 304  | 313  | 306  | 314  |
|               | 1869 | 1890 | 1921 | 1950 | 1980 | 2001 | 2017 | 2019 | 2022 | 2024 |